# Nazionale maschile under 18 di pallacanestro della Repubblica Centrafricana
La nazionale di pallacanestro centrafricana Under-18 è una selezione giovanile della nazionale centrafricana di pallacanestro, ed è rappresentata dai migliori giocatori di nazionalità centrafricano di età non superiore ai 18 anni.
Partecipa a tutte le manifestazioni internazionali giovanili di pallacanestro per nazioni gestite dalla FIBA.

## Partecipazioni

### FIBA AfroBasket Under-18
- 1977 -  2°
- 1980 -  2°
- 1994 - 5°
- 2008 - 9°

## Formazioni
Campionato africano maschile di pallacanestro Under-18 20084 Sokambi, 5 Sole Wakiri, 6 Omonoma, 7 Mbolidi, 8 Youssouf, 9 Topion, 10 Pollagba Manikode, 11 Ngassio, 12 Boui Baker, 13 Mavoungou, 14 Mapuka, 15 Djimrabaye,        All. -

## Nazionali giovanili
- Nazionale Under-18
- Nazionale Under-16